# Tounougou-Toné
Tounougou-Toné est une commune située dans le département du Yargatenga de la province de Koulpélogo dans la région du Centre-Est au Burkina Faso.

## Santé et éducation
Tounougou-Toné accueille un centre de santé et de promotion sociale (CSPS).